# Tennis Masters Cup 2003
Tennis Masters Cup 2003 — тенісний турнір, що проходив на кортах з твердим покриттям у місті Х'юстон, США з 10 листопада . Був турніром серії Фінал ATP 2003 року.

## Фінальна частина

### Одиночний розряд
Роджер Федерер —  Андре Агассі 6–3, 6–0, 6–4

### Парний розряд
Боб Браян /  Майк Браян —  Мікаель Льодра /  Фабріс Санторо 6–7(6–8), 6–3, 3–6, 7–6(7–3), 6–4